# Bajo Baudó (kommun i Colombia)
Bajo Baudó är en kommun i Colombia.   Den ligger i departementet Chocó, i den västra delen av landet, 300 km väster om huvudstaden Bogotá. Antalet invånare är 16 375.